# La Ballena Alegre
« La Ballena Alegre », c'est-à-dire « La Baleine Joyeuse », était le nom donné au sous-sol du Café Lion, au n°59 de la rue d'Alcalá à Madrid. Durant la Seconde République espagnole (1931-1936) s'y réunissaient sans franche animosité plusieurs tertulias de tendances politiques antagonistes, notamment d'une part celle des anciens camarades de la Résidence d'étudiants de Madrid, dont Federico García Lorca, Rafael Alberti et Gabriel Celaya, et d'autre part celle des intellectuels phalangistes, avec Rafael Sánchez Mazas, Dionisio Ridruejo, Alfonso Ponce de León et autre Julio Ruiz de Alda autour du leader José Antonio Primo de Rivera.

Gabriel Celaya décrit cette cohabitation pacifique, inimaginable après l'éclatement de la guerre civile en 1936 : 

« Nous étions à une table, et à celle d'en-face il y avait une autre tertulia, avec tous les fondateurs de la Phalange : José Antonio Primo de Rivera, Jesús Rubio (qui fut ensuite ministre), José María Alfaro... Nous nous connaissions tous et nous nous insultions, mais c'était comme un jeu [...]. Il n'y avait pas d'hostilité. [...] Nous nous voyions aux mêmes expositions, aux mêmes concerts, aux mêmes pièces de théâtre. Madrid était tout petit... »

Les fresques de thème marin par le peintre Hipólito Hidalgo de Caviedes, dont l'emblématique baleine, sont toujours en place aux murs du sous-sol de l'actuel pub James Joyce.